# 어빙 커플랜스키
어빙 커플랜스키(영어: Irving Kaplansky IPA: [ˈɜː(r)vɪŋ kəpˈlænski], 1917~2006)는 캐나다 태생의 수학자이다. 추상대수학의 다양한 분야에 공헌하였다.

## 생애
커플랜스키는 1917년 3월 22일 토론토의 폴란드계 유대인 가정에서 4명의 자녀 가운데 막내로 태어났다. 커플랜스키(영어: Kaplansky, 폴란드어: Kapłański 카프완스키[*]) 가족은 아버지 사무엘 카프완스키(폴란드어: Samuel Kapłański)는 재단사였으며, 어머니 안나 카프완스키(폴란드어: Anna Kapłański)는 식료품 가게를 운영하였다. 커플랜스키는 15세까지 피아노를 연습하였다.
토론토 대학교에서 학사 학위를 수여받았고, 하버드 대학교에서 1941년에 손더스 매클레인 아래 박사 학위를 수여받았다. 1944년에는 손더스 매클레인과 함께 컬럼비아 대학교에서 맨해튼 계획에 참여하였다.
전후 1945년~1984년 동안 시카고 대학교 수학 교수로 있었다. 1951년에 첼리 브레너(영어: Chellie Brenner)와 결혼하였고, 아들 스티븐과 알렉스(영어: Alex) 및 딸 루시(영어: Lucy)를 두었다. 1960년에 태어난 딸 루시는 훗날 가수가 되었다.
1984년~1992년 동안 MSRI 소장으로 부임하였다.
2006년 6월 25일 로스앤젤레스에서 사망하였다.

## 참고 문헌
- Freund, Peter G. O. (2007). “Irving Kaplansky and supersymmetry” (영어). arXiv:physics/0703037. Bibcode:2007physics...3037F.
- Bass, Hyman; Lam, T.Y. (2007년 12월). “Irving Kaplansky (1917–2006)” (PDF). 《Notices of the American Mathematical Society》 (영어) 54 (11): 1477–1493.
- Kadison, Richard V. (2008년 2월). “Irving Kaplansky’s role in mid-twentieth century functional analysis” (PDF). 《Notices of the American Mathematical Society》 (영어) 55 (2): 216–225.